# Neil Brown Jr.
Pour les articles homonymes, voir Brown.
Neil Brown Jr. (né le 19 juin 1980 à Orlando, Floride) est un acteur américain.

## Filmographie

### Cinéma
- 2000 : Tigerland : Kearns
- 2003 : Out of Time : surveillant à la morgue
- 2008 : Never Back Down : Aaron
- 2009 : Fast and Furious 4 : Malik
- 2009 : Scare Zone : Spider
- 2011 : World Invasion: Battle Los Angeles : caporal Richard Guerrero
- 2015 : NWA: Straight Outta Compton : DJ Yella
- 2016 : Bayou Tales : Beauchamp
- 2017 : Sand Castle : caporal Enzo
- 2017 : Naked
- 2018 : City of Lies de Brad Furman : Rafael Perez

### Télévision
- 1995 : La Famille du bonheur
- 1999 : Urgences
- 2001 : Sheena : Taya / Nakele
- 2002 : The Wonderful World of Disney : Nancy Drew, journaliste-détective
- 2002 : MDs
- 2006 : Surface
- 2006 : Tout le monde déteste Chris
- 2008 : American Wives
- 2010 : The Walking Dead : Guillermo
- 2011 : La Loi selon Harry
- 2011-2013 : Suits, avocats sur mesure : Clifford Danner
- 2012 : Castle : Eddie Gordon
- 2012 : Borderline Coyotes : Paco
- 2012 : Weeds : Mike Garcia
- 2014 : Rich Diaz
- 2014 : NCIS : Los Angeles
- 2015 : Les Experts : Cyber : un inspecteur
- 2016 : Dirk Gently, détective holistique : Estevez
- 2016-2017 : Insecure : Chad
- 2017–2024 : SEAL Team : Ray Perry